# Вайдингер, Антон
Антон Вайдингер или Вейдингер (нем. Anton Weidinger; 9 июня 1766, Вена — 20 сентября 1852, там же) — австрийский трубач- виртуоз, солист венских придворных и театральных оркестров, изобретатель трубы с клапанным механизмом.

## Биография
В 1792 году Антон Вайдингер, основываясь на своих более ранних набросках, сконструировал трубу с клапанным механизмом, позволяющую извлекать звуки хроматического звукоряда, что было невозможно на натуральных трубах. Этот инструмент, имевший пять клапанов, был популярен в начале XIX века, однако позже был вытеснен трубами с вентильной механикой. Позже Вайдингер также спроектировал валторну с клапанами, первым исполнителем на которой стал его сын Йозеф.
Вайдингер же стал одним из первых солистов-исполнителей на новом инструменте. Ему были посвящены два крупнейших произведения для трубы, созданные на рубеже XVIII и XIX веков: концерты для трубы с оркестром Гайдна (1796) и Гуммеля (1803). Вайдингер стал первым исполнителем концерта Гайдна, сыграв сольную партию на его премьере в 1800 году. Ему также посвящены произведения Леопольда Кожелуха (Концертная симфония для мандолины, трубы, контрабаса, фортепиано и оркестра) и Йозефа Вайгля, а также несохранившееся трио Гуммеля для скрипки, трубы и фортепиано.